# Волнат-Гілл (Іллінойс)
Волнат-Гілл (англ. Walnut Hill) — селище (англ. village) в США, в окрузі Меріон штату Іллінойс. Населення — 95 осіб (2020).

## Географія
Волнат-Гілл розташований за координатами 38°28′41″ пн. ш. 89°2′40″ зх. д. / 38.47806° пн. ш. 89.04444° зх. д. (38.477947, -89.044393).  За даними Бюро перепису населення США в 2010 році селище мало площу 0,96 км², з яких 0,96 км² — суходіл та 0,00 км² — водойми.

## Демографія
Згідно з переписом 2010 року, у селищі мешкало 108 осіб у 38 домогосподарствах у складі 27 родин. Густота населення становила 112 особи/км².  Було 52 помешкання (54/км²).
Расовий склад населення:
| - 92,6 % — білих - 4,6 % — осіб інших рас |

До двох чи більше рас належало 2,8 %. Частка іспаномовних становила 4,6 % від усіх жителів.
За віковим діапазоном населення розподілялося таким чином: 30,6 % — особи молодші 18 років, 62,0 % — особи у віці 18—64 років, 7,4 % — особи у віці 65 років та старші. Медіана віку мешканця становила 32,5 року. На 100 осіб жіночої статі у селищі припадало 129,8 чоловіків;  на 100 жінок у віці від 18 років та старших — 127,3 чоловіків також старших 18 років.
За межею бідності перебувало 26,4 % осіб, у тому числі 70,6 % дітей у віці до 18 років та 0,0 % осіб у віці 65 років та старших.
Цивільне працевлаштоване населення становило 37 осіб. Основні галузі зайнятості: мистецтво, розваги та відпочинок — 21,6 %, роздрібна торгівля — 16,2 %, виробництво — 13,5 %, освіта, охорона здоров'я та соціальна допомога — 13,5 %.